# Detlef Wimmer
Detlef Wimmer (* 18. Juli 1984 in Linz) ist ein österreichischer Jurist und Politiker (FPÖ). Von 2015 bis März 2019 war er Vizebürgermeister der Stadt Linz. Im Dezember 2022 wurde er vom Aufsichtsrat zum Vorstand der Linzer Lokalbahn AG ab Februar 2023 gewählt.

## Leben
Detlef Wimmer absolvierte nach der Matura den Grundwehrdienst als Einjährig-Freiwilliger und war von 2003 bis 2009 Bediensteter des Bundesheers. Er studierte daneben Rechtswissenschaften an der Universität Linz, was er mit dem Magister abschloss. Seit 2011 ist er Miliz-Offizier des Bundesheers. Seit seinem Studium ist er Mitglied der schlagenden Akademischen Burschenschaft Arminia Czernowitz zu Linz. Weiters studierte er Management und IT an der Paisii-Hilendarski-Universität Plovdiv (Abschluss mit Mag.), außerdem am IKW Linz und am Hans-Sachs-Institut Wels mit dem Abschluss Master of Public Administration.
2009 wurde Wimmer zum bisher jüngsten Stadtrat der Stadt Linz gewählt und war zwischen 2015 und 2019 Vizebürgermeister.
Zu seinem Ressort gehörten gemäß Geschäftseinteilung des Linzer Stadtsenats:
- Finanzangelegenheiten
- Sicherheit
- Zivil- und Katastrophenschutz
- Feuerwehr

Er war Aufsichtsrat und Aufsichtsratsvorsitzender in mehreren öffentlichen Linzer Betrieben. Außerdem ist er Autor mehrerer kommunalwissenschaftlicher Beiträge und stellvertretender Institutsleiter des IKW (Institut für Kommunalwissenschaften). Seit 2007 ist Wimmer Bezirksparteiobmann der FPÖ Linz, seit 2009 Bundesparteileitungsmitglied der FPÖ und seit 2012 Kuratoriumsmitglied des Dinghofer-Instituts.
Mit 7. März 2019 schied Wimmer aus der Linzer Stadtregierung aus, als Vizebürgermeister folgte ihm der bisherige Stadtrat Markus Hein nach.
Detlef Wimmer ist:
- Landesgruppenleiter und Präsident[7] des VÖWA, Verband Österreichischer Wirtschaftsakademiker
- Rechnungsprüfer-Stellvertreter[8] des Urban Forum Egon Matzner-Institut für Stadtforschung

Detlef Wimmer ist Vater zweier Kinder und lebt in Linz.

## Nähe zu Rechtsextremismus
2007 wurde Wimmer vom Abwehramt des Bundesheeres zu einer möglichen Nähe zum Rechtsextremismus befragt. Dabei machte er Falschaussagen und es wurde der Nachweis erbracht, dass er Kontakt zu „Proponenten verfassungsfeindlicher Organisationen unterhält“, die „das Bundesheer als Verbreitungsbasis ihrer Ideologie und Nährboden für Rekrutierungsmaßnahmen zu nutzen versuchen“. Das Abwehramt attestierte weiterhin, dass von ihm „eine Gefahr für die militärische Sicherheit ausgeht“.
Wimmers Burschenschaft Arminia Czernowitz organisiert das Linzer Rechtsextrementreffen „Verteidiger Europas“.

## Russlandverbindungen
Wimmer reiste im Mai 2017 als Teil einer größeren Delegation der Linzer Freiheitlichen nach Moskau. In geleakten Emails eines russischen Chef-Propagandisten finden sich Emails mit Anfragen Wimmers zur Kontaktaufnahme mit Vertretern der russischen Hauptstadt.